# 凯文·凯利
凯文·凯利（1952年4月28日—），常被称为“KK”，《连线》杂志（Wired Magazine）第一任主编；曾担任《全球评论》（Whole Earth Review）主编、出版人。KK具有多重身份：作家、摄影家、自然资源保护论者，同时还是亚洲文化、数字文化领域的学者。

## 生平
1952年4月28日，凯文·凯利出生于宾夕法尼亚州。1970年，他毕业于新泽西州的维斯特菲尔德高中；在罗得岛大学读了一年书之后，他便辍学了。
凯文·凯利住在加州的帕西菲卡（Pacifica, California），一个位于旧金山南部的沿海小镇。他是一个虔诚的基督徒。他婚后有了三个孩子：Tywen， Ting和Kaileen。

### 兴趣
凯文·凯利参与了一场旨在为地球上所有生物编写档案的“林奈行动”，该行动致力于为25年内的“所有物种”建立网络档案。他也正在對自己的基因組進行定序，並共同組織了灣區量化生活聚會小組。

## 写作生涯
凯文·凯利作品散见于《纽约时报》（New York Times）、《哈泼斯杂志》（Harper's Magazine）、《时代周刊》、《科学》、《GQ》、《时尚先生》（Esquire）、《经济学人》（The Economist），以及其他多种杂志。他的摄影作品曾发表于《生活》（Life）以及其他一些国家级杂志。此外，他还著有多本图书，主编、创办、协办过多本杂志。
27岁时的凯文·凯利是一个自由摄影记者，他在耶路撒冷时曾因回去太晚，被锁在宾馆外面。于是他睡在耶稣受害的地方。次日早晨，他经历了一场神奇的宗教体验。他决定像一个只有六个月寿命的人一样活着。他与父母和平相处，匿名捐出自己的钱，看望亲友，然后在万圣节之夜回到家中“死去”。
1981年，凯利创办了《行走》杂志（Walking Journal）。他曾担任《全球评论》（Whole Earth Review）、《信号》（Signal）、《全球概览》的编辑。他与《全球概览》的创始人斯图尔特·布兰德（Stewart Brand）一起创办了广受好评的在线社区WELL。他曾是“要点基金会”（Point Foundation）的总监，1984年首届“黑客大会”（Hackers Conference，需要说明的是，Hacker一词当时还没有当下的贬义）便是该基金会发起的。
凯利最出名的图书作品是《失控》（Out of Control: The New Biology of Machines, Social Systems, and the Economic World，1994），这是一部思考人类社会（或更一般意义上的复杂系统）进化的“大部头”著作，对于那些不惧于“头脑体操”的读者来说，必然会开卷有益。這本書的中心主題是當代科學和哲學的幾個領域都指向同一個方向：智力並不是以集中的結構組織的，而更像是由簡單的小組件組成的蜂巢。 凱利將此觀點應用於官僚組織、智慧型電腦、和人腦。
他幫助建立了所有物種基金會。他是斯蒂芬·斯皮尔伯格執導的電影《少數派報告》的未來主義顧問。
凱利在提姆·費里斯的《泰坦工具》一書中有一章提供了建議。

## 骇客帝国（1999电影）
1999年，著名导演沃卓斯基兄弟（The Wachowski Brothers）编剧并导演的电影《黑客帝国》（Matrix），在某种程度上是对凯文·凯利对网络文化的观察和预言的一种隐喻。《失控》也是该片导演要求主要演员必读的三本书之一。另外两部是：Jean Baudrillard著的《Simulacra and Simulation》（《擬仿物與擬象》）和Dylan Evans著的《Introducing Evolutionary Psychology》。
在关于黑客帝国的一系列采访中，可以见到关于凯文·凯利的介绍。

## 部分作品

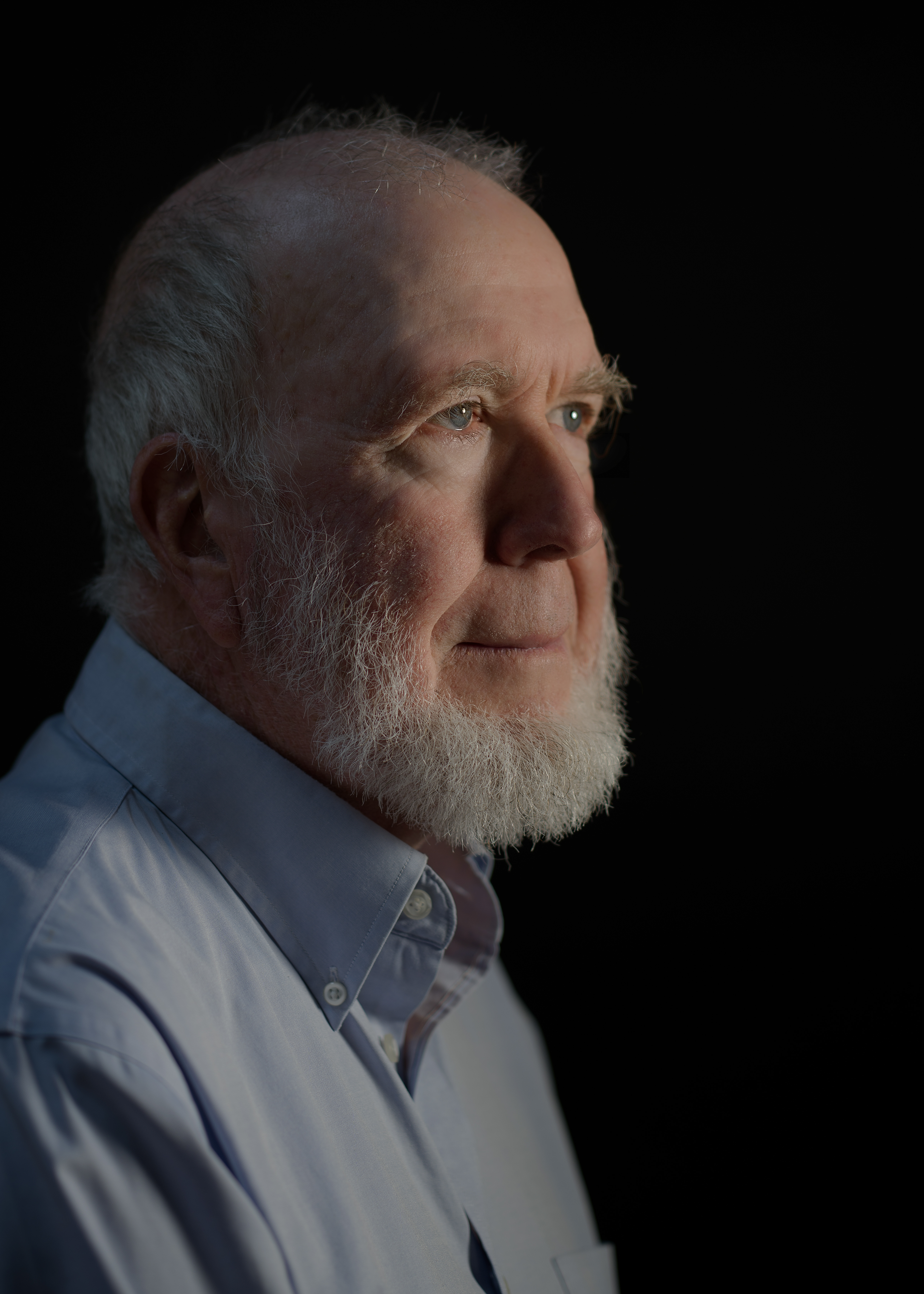
凯利, 2022年

### 图书
- 《自行车俳句》（Bicycle Haiku）（1995）
- 《失控》（失控：机器、社会与经济的新生物学）（Addison Wesley 1994，Perseus Books，1995）中文版：《釋控》，貓頭鷹出版社，2018（初版）
（在线阅读全文）)（页面存档备份，存于）
- 《新经济新法则》（New Rules for the New Economy：10 Radical Strategies for a Connected World） (Penguin, 1999)
(在线阅读全文)（页面存档备份，存于）
- Asia Grace (2002)
- Cool Tools (2003) - Tool reviews collected from his weblog of the same name
- Bad Dreams (2003)
- “Photographers section: Kevin Kelly,” pp. 106–111, in Lloyd Kahn, editor 2004 Home Work  (Shelter Publications, 2004)
- True Films (2006)
- 《科技想要什麼》What Technology Wants (2010) 中文版：貓頭鷹出版社，2012（初版），2020（二版）
- 《必然》The Inevitable: Understanding the 12 Technological Forces That Will Shape Our Future (2016) 中文版：貓頭鷹出版社，2017（初版）
- 《消失的亞洲：三卷：西部、中部和東部》 (Vanishing Asia: Three Volume Set: West, Central and East) 照片、文字和設計由凱文·凱利 (Kevin Kelly) 設計（1084 頁）（2021 年）
- 《2049：未来10000天的可能》 (2049: Possibilities of Next 10000 Days) 凯文·凯利 吴晨合著，中信出版集团, 2025

### 文章
- "电脑迷心中的上帝（How Computer Nerds Describe God）"（页面存档备份，存于）. 凯文·凯利， Christianity Today2002年12月。
- 凯文·凯利谈电影的未来（Kelly's Vision of the Future of Cinema）（页面存档备份，存于）

### 采访
- Audio Kevin Kelly has a revelation.
- Podcast featuring Kelly（页面存档备份，存于） Kelly discusses technology

and its future on EconTalk.

### 演讲
- TED Talks: Kevin Kelly on how technology evolves（页面存档备份，存于） at TED in 2005
- TED Talks: Kevin Kelly on the next 5,000 days of the web（页面存档备份，存于） at TED in 2007
- TED Talks: Kevin Kelly: Technology's epic story（页面存档备份，存于） at TEDxAmsterdam in 2009

## 个人博客
- Kevin Kelly's Blog, The Technium（页面存档备份，存于）